# THE金鶴
THE金鶴（ザ きんつる）は、日本の音楽ユニット。1984年、佐々木TABO貴（有頂天）と三柴エディ理（筋肉少女帯）のふたりを中心に結成。その後、Claraをメンバーに加える。
映画音楽の制作および、無声映画におけるライブ演奏などを行い、1993年秋から翌春にかけて放映されたフジテレビ「音効さん」の効果音楽のコーナーにレギュラー出演。同じくフジテレビ「文學ト云フ事」などのTV番組、CM音楽、アニメーション音楽の分野で活動する。

## メンバー
- 佐々木TABO貴（ささき タボ たかし）・syn.、Prog.
- 三柴理（みしばさとし）・pf.
- Clara（クララ）・syn.、Guitar 他

## ディスコグラフィー

### 映画音楽制作
- 松岡錠司監督【いとしの配偶者】（1985）
- 秋原正俊監督【五重塔】（2007）
- 秋原正俊監督【二重心臓】（2008）
- 秋原北胤監督【家】（2013）
- 秋原北胤監督【忍性】（2016）
- 秋原北胤監督【おけちみゃく(お血脈)】（2018）
- 秋原北胤監督【火面～嘉吉の箭弓一揆】（2022）
- 秋原北胤監督【変身】（2024）

### 映像音楽制作
- 音効さん
- 文學ト云フ事
- よい国
- 宝島の地図
- 【MIZUHO】CM
- OVA「戦闘妖精雪風」
- TVアニメーション「BLUE DROP～天使達の戯曲」
- 【第一回神社検定（神道文化検定）】CM

### 音楽制作および参加作品
- ナゴム オムニバスⅠ 『あつまり』（NG-078）
- 新東京正義乃士 『不滅への挑戦』（NG-012）
- ななきさとえ 『赤色人形館』（CAP-0035-M）
- 杉山晋太郎 『Newton's oblige』（ARLP-011）
- 筋肉少女帯 他 『子どもたちのCity』（APCA63）
- 筋肉少女帯 『仏陀L』（VAP80304-32）
- ランス・オブ・スリル 『スリル・ショウ』（TKCA-70378）
- 玉川長太『平成元禄夢芝居』WPDL-4376（single）
- 横関 敦 『EMPTINESS』（PHCL5502）
- 高橋クミコ『MACHI』（EGCL-5002）
- ＴＶサントラ 『音効さん』（ジーワンLabel）
- 三柴 理 『ピアノのなせる業と神髄』（BDR-0348）
- 佐々木 貴 『music from Ｋ television』（KKK-1）
- MARCY 『言葉にかえて』（WTC-5002）
- ザ 蟹 『サウンドギャラリー』（TKCA-72229）
- 三柴 理 『Pianism』（TKCA-72451）
- 犬神サーカス団『鎮魂歌』（WTV-5504）「地獄の子守歌ピアノ版」
- 三柴 理『ピアノで弾き倒す華麗なるロック・クラシックス』Rittor Music
- 三柴 理Electric Trio 『ＴＡＧ』（RFR003）
- 戦闘妖精雪風OPERATION5（BCBA-2329）
- JAMMIN' with CHOPIN ～トリビュート・トゥ・ショパン～」（2010年03月24日）の1曲目「前奏曲 #22 ト短調, Op. 28/22」に三柴理として、11曲目「前奏曲第 #15 変ニ長調, Op.28-15, 「雨だれ」」にTHE 金鶴として参加。（B0034F48Y2）
- 三柴 理『AKEBONO』(TKT030)
- 高橋竜×三柴理×長谷川浩二『竜理長（Ryo-Ri-Cho）』(TKT031)（2017年11月1日）
- 三柴 理『BEST of PIANISM』（TKCA-10190）（2019年6月26日）
- 三柴 理『le noir（ルノア）』（TKT032）（2020年7月22日）
- 高橋竜×三柴理×長谷川浩二『竜理長（Ryo-Ri-Cho）ライブ！』（TKT033）（2020年8月配信）
- 三柴 理『ROCKS & CLASSICS』（TKT034）（2021年2月17日）
- 三柴 理『欲望と絶望』（TKT035）(2021年10月22日)
- 三柴 理『LA PASSION』（TKCA10205）（2023年6月14日）
- 三柴 理『キネマノオト』（TKT041）（2025年1月15日）